# 대구 도남동 정효각
정효각은 대한민국 대구광역시 북구 도남동에 있다.

## 개요
인천이씨의 제묘각인데 종손 이종상의 증조부가 선대의 제묘각을 보존하고 자자손손 충효정신을 보존하기 위해 세웠다.